# قلعه تنگ خمار
بقایای قلعه تنگ خمار مربوط به دوره ساسانیان است و در شهرستان فسا، بخش شیبکوه، دهستان فدشکویه، ۴ کیلومتری شمال شرق روستای سنان، ارتفاعات کوه مرکزی تنگ خمار، مشرف به رودخانه فصلی واقع شده و این اثر در تاریخ ۲۶ اسفند ۱۳۸۶ با شمارهٔ ثبت ۲۱۸۴۴ به‌عنوان یکی از آثار ملی ایران به ثبت رسیده است.